# Saint-Pourçain-sur-Sioule
Pour les articles homonymes, voir Saint-Pourçain.
Saint-Pourçain-sur-Sioule est une commune française située dans le département de l'Allier, en région Auvergne-Rhône-Alpes.
La commune est baignée par les eaux de la Sioule. Elle s'étend sur 3 567 hectares et comptait 4 894 habitants en 2022. Ancien chef-lieu de canton de l'arrondissement de Moulins, c'est depuis 2015 le bureau centralisateur d'un canton de même nom mais plus étendu.
Située au nord de la Limagne bourbonnaise, elle est située au cœur de l'Allier et du Bourbonnais.
Ses habitants sont appelés les Saint-Pourcinois.

## Géographie

### Localisation
Au centre du département de l'Allier, Saint-Pourçain-sur-Sioule est située au nord de la Limagne bourbonnaise. Par la route, la ville est située à 32 km au sud du chef-lieu de département Moulins, à 26 km au nord-ouest de Vichy, à 26 km au nord de Gannat, à 58 km à l'est de Montluçon et à 73 km au nord de Clermont-Ferrand.
Saint-Pourçain-sur-Sioule est limitrophe avec neuf communes :
| Saulcet                  | Contigny                  |                                           |
| Louchy-Montfand, Montord | Saint-Pourçain-sur-Sioule | Varennes-sur-Allier, Paray-sous-Briailles |
| Chareil-Cintrat          | Bayet                     | Loriges                                   |

### Hydrographie
Elle est traversée par la Sioule, affluent de l'Allier. Le ruisseau Gaduet, qui prend sa source au Theil, 17,7 kilomètres en amont de la ville, devient lui-même affluent de la Sioule à hauteur de la commune.
La rivière de la Bouble se jette dans la Sioule à l'extrémité sud de la commune et où elle en forme la limite méridionale.

### Climat
Pour des articles plus généraux, voir Climat d'Auvergne-Rhône-Alpes et Climat de l'Allier.
En 2010, le climat de la commune est de type climat océanique dégradé des plaines du Centre et du Nord, selon une étude du CNRS s'appuyant sur une série de données couvrant la période 1971-2000. En 2020, Météo-France publie une typologie des climats de la France métropolitaine dans laquelle la commune est dans une zone de transition entre le climat océanique altéré et le climat de montagne ou de marges de montagne et est dans la région climatique Centre et contreforts nord du Massif Central, caractérisée par un air sec en été et un bon ensoleillement.
Pour la période 1971-2000, la température annuelle moyenne est de 10,9 °C, avec une amplitude thermique annuelle de 16,1 °C. Le cumul annuel moyen de précipitations est de 768 mm, avec 10,6 jours de précipitations en janvier et 7,2 jours en juillet. Pour la période 1991-2020, la température moyenne annuelle observée sur la station météorologique de Météo-France la plus proche, sur la commune de Louchy-Montfand à 3 km à vol d'oiseau, est de 11,9 °C et le cumul annuel moyen de précipitations est de 740,6 mm,. Pour l'avenir, les paramètres climatiques de la commune estimés pour 2050 selon différents scénarios d'émission de gaz à effet de serre sont consultables sur un site dédié publié par Météo-France en novembre 2022.
| Mois                                  | jan.           | fév.          | mars          | avril       | mai             | juin         | jui.        | août           | sep.           | oct.            | nov.             | déc.           | année      |
| ------------------------------------- | -------------- | ------------- | ------------- | ----------- | --------------- | ------------ | ----------- | -------------- | -------------- | --------------- | ---------------- | -------------- | ---------- |
| Température minimale moyenne (°C)     | 0,5            | 0,6           | 2,5           | 4,9         | 8,6             | 12,1         | 13,9        | 13,5           | 9,9            | 7,4             | 3,5              | 1,1            | 6,5        |
| Température moyenne (°C)              | 4              | 4,8           | 7,9           | 10,9        | 14,6            | 18,4         | 20,4        | 20,2           | 16,3           | 12,7            | 7,6              | 4,5            | 11,9       |
| Température maximale moyenne (°C)     | 7,5            | 9,1           | 13,3          | 16,9        | 20,6            | 24,8         | 27          | 26,9           | 22,6           | 17,9            | 11,6             | 8              | 17,2       |
| Record de froid (°C) date du record   | −15,5 26.01.07 | −15 09.02.12  | −13 01.03.05  | −4 15.04.19 | −1,5 15.05.1995 | 3,5 04.06.01 | 6 18.07.00  | 4,9 29.08.1998 | 0,4 30.09.1995 | −7,6 31.10.1997 | −10,5 23.11.1998 | −12,2 26.12.10 | −15,5 2007 |
| Record de chaleur (°C) date du record | 18 26.01.16    | 21,6 27.02.19 | 24,6 20.03.14 | 29 29.04.10 | 32,4 27.05.05   | 39 27.06.19  | 41 25.07.19 | 40 19.08.12    | 36,2 14.09.20  | 29,1 04.10.04   | 24,6 08.11.15    | 18,2 05.12.06  | 41 2019    |
| Précipitations (mm)                   | 54,6           | 40,8          | 49,4          | 61          | 77,6            | 63,4         | 70,6        | 73             | 58,1           | 60,8            | 73,4             | 57,9           | 740,6      |

## Urbanisme

### Typologie
Au 1er janvier 2024, Saint-Pourçain-sur-Sioule est catégorisée bourg rural, selon la nouvelle grille communale de densité à 7 niveaux définie par l'Insee en 2022.
Elle appartient à l'unité urbaine de Saint-Pourçain-sur-Sioule, une unité urbaine monocommunale constituant une ville isolée,. Par ailleurs la commune fait partie de l'aire d'attraction de Saint-Pourçain-sur-Sioule, dont elle est la commune-centre,. Cette aire, qui regroupe 14 communes, est catégorisée dans les aires de moins de 50 000 habitants,.

### Occupation des sols

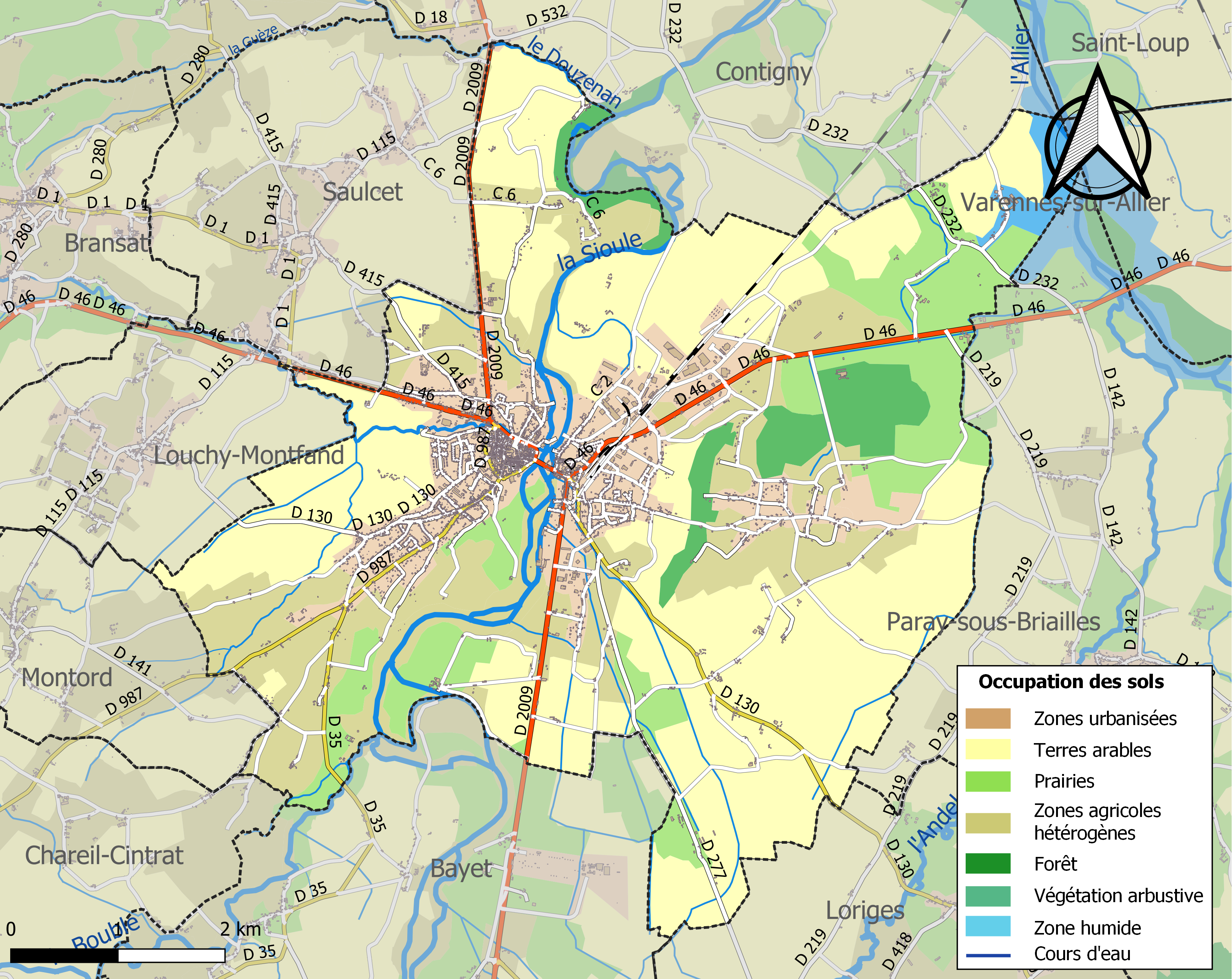
Carte des infrastructures et de l'occupation des sols de la commune en 2018 (CLC).

L'occupation des sols de la commune, telle qu'elle ressort de la base de données européenne d’occupation biophysique des sols Corine Land Cover (CLC), est marquée par l'importance des territoires agricoles (78,7 % en 2018), en diminution par rapport à 1990 (83,5 %). La répartition détaillée en 2018 est la suivante : 
terres arables (43,7 %), zones agricoles hétérogènes (22,4 %), prairies (12,6 %), zones urbanisées (11,6 %), forêts (4,6 %), zones industrielles ou commerciales et réseaux de communication (3 %), eaux continentales (1,4 %), espaces verts artificialisés, non agricoles (0,7 %).
L'IGN met par ailleurs à disposition un outil en ligne permettant de comparer l’évolution dans le temps de l’occupation des sols de la commune (ou de territoires à des échelles différentes). Plusieurs époques sont accessibles sous forme de cartes ou photos aériennes : la carte de Cassini (XVIIIe siècle), la carte d'état-major (1820-1866) et la période actuelle (1950 à aujourd'hui).

### Morphologie urbaine
La commune constitue une unité urbaine, à elle seule, comptant 4 956 habitants en 2012. Son aire urbaine, de 5 972 habitants en 2012, comprend trois communes, incluant Chareil-Cintrat et Saulcet.

### Logement
En 2012, la commune comptait 2 795 logements, contre 2 712 en 2007. Parmi ces logements, 83,9 % étaient des résidences principales, 2,6 % des résidences secondaires et 13,5 % des logements vacants. Ces logements étaient pour 72,8 % d'entre eux des maisons individuelles et pour 26,9 % des appartements.
La proportion des résidences principales, propriétés de leurs occupants était de 56,8 %, en hausse sensible par rapport à 2007 (56,4 %). La part de logements HLM loués vides était de 8 % (contre 9,1 %).

### Voies de communication et transports

#### Voies routières
La ville se trouve au croisement des routes de Clermont-Ferrand à Moulins et Paris (route départementale 2009, ancienne route nationale 9) et de Roanne à Montluçon par la RN 7 et la RD 46.
L'autoroute A71 est accessible par l'échangeur no 11 de Montmarault en direction de Montluçon et Paris, ou par l'autoroute A719, échangeur no 14 en direction de Gannat et Clermont-Ferrand.
Vichy est quant à elle accessible, soit par la RD 46, la RN 7 et la RN 209 via Varennes-sur-Allier, soit par la RD 6.
La desserte de la commune est complétée par d'autres routes départementales :
- la RD 987, menant vers le sud-ouest de la commune et Chantelle ;
- la RD 130, vers Louchy-Montfand à l'ouest et Loriges et la forêt de Marcenat au sud-est ;
- la RD 277, vers Saint-Didier-la-Forêt ;
- la RD 415, vers Saulcet.

#### Transport ferroviaire
Il a existé une gare sur la ligne de La Ferté-Hauterive à Gannat. Celle-ci est fermée aux voyageurs.
La gare ouverte la plus proche est située à Varennes-sur-Allier, desservie par des TER Auvergne des relations Moulins – Clermont-Ferrand via Vichy.

#### Transport en commun
Saint-Pourçain-sur-Sioule est desservie par trois lignes régulières du réseau Trans'Allier, géré par le conseil départemental de l'Allier : B (Montluçon – Vichy), I (Saint-Pourçain – Varennes-sur-Allier) et K (Gannat – Moulins). Ces autocars permettent des correspondances pour Paris, sur certaines missions, en gares de Moulins ou de Vichy.

### Risques naturels et technologiques
La commune est exposée à trois risques naturels :
- risque inondation du fait que la commune est traversée par la Sioule. La dernière crue notable de cette rivière remonte à début 1982[SPS 1] ;
- risque sismique[23] : elle est en zone de sismicité faible[SPS 1] ;
- mouvement de terrain : l'aléa est faible sur plus de 80 % du territoire communal[SPS 1] ;

ainsi qu'à deux risques industriels :
- transport de matières dangereuses : les routes départementales 2009 et 46 (à l'est) enregistrent des trafics non négligeables, y compris de poids-lourds. En outre, deux canalisations de gaz traversent la commune[SPS 1] ;
- rupture de barrage : celle du barrage des Fades peut entraîner une inondation, l'onde étant ressentie quatre heures après l'événement[SPS 1].

Tout le département est exposé au risque tempête. Des vents de 150 km/h ont été enregistrés juste avant l'an 2000.
Deux plans de prévention des risques naturels ont été prescrits sur les bassins de la Sioule et de l'Allier ; ceux-ci ont été approuvés respectivement en 1999 et 2008. La commune a réalisé un DICRIM.

## Toponymie
Le nom de la commune fait référence à Pourçain ou Porcianus, moine du VIe siècle, fondateur du monastère autour duquel s'est développée la ville. Sous la Révolution, elle a porté le nom de Mont-sur-Sioule.

## Histoire
À partir du VIe siècle, on en trouve trace dans l'histoire lorsque l'ermite Porcianus (également appelé Purcianus ou Portien, connu plus tard comme saint Pourcain), un esclave affranchi et peut-être ancien porcher, fonda au VIe siècle un monastère construit sur la hauteur dominant la rivière et dont il devint l'abbé. Le monastère fut restauré entre 871 et 875 par les moines de l'abbaye bénédictine Saint-Philibert, à Saint-Philbert-de-Grand-Lieu (aujourd'hui en Loire-Atlantique). Ils y séjournèrent entre deux et quatre ans puis s'établirent en 875 à Tournus. Le monastère de Saint-Pourçain devint alors un prieuré dépendant de l'abbaye Saint-Philibert de Tournus. Entre 945 et 949, les moines de l'abbaye de Tournus se réfugièrent à Saint-Pourçain.
Au Moyen Âge, le prieuré bénédictin prospéra comme la ville qui comptait sous Charles V un atelier monétaire royal. Au haut Moyen Âge, la ville s'appelait Saint-Pourçain les Tonnelles, en référence à la vigne cultivée en treilles sur tonnelles.
Un couvent de cordeliers y a été fondé dans la seconde moitié du XIIIe siècle. Il est cité dans le testament d'Agnès, dame de Bourbon, fille d'Archambaud IX de Bourbon, mariée à Jean de Bourgogne (1231-1268), puis à Robert II d'Artois, en 1277. Sa fille, Béatrice de Bourgogne (1257-1310), dame de Bourbon, s'est mariée, en 1272, avec Robert de Clermont dont les descendants ont fondé la troisième Maison de Bourbon. Le couvent a été fondé par les sires de Bourbon, soit Archambaud IX, soit Robert de Clermont.
Du XVe siècle à la Révolution, l'église paroissiale était consacrée à saint Georges, comme l'attestent les registres paroissiaux.
Au XIVe siècle, le bourg fut entouré de murailles. En 1646, le prieuré de Saint-Pourçain adhéra à la congrégation de Saint-Maur, une congrégation de moines bénédictins français, créée en 1621, et connue pour le haut niveau de son érudition.
Saint-Pourçain était l'une des treize bonnes villes d'Auvergne. Avant 1789, la ville faisait partie de l'ancienne province d'Auvergne. Mais elle relevait de la généralité de Moulins et était le siège d'une subdélégation de cette généralité.
Sous la Révolution française, le monastère fut fermé, son église devenant église paroissiale. La paroisse devenue commune prit le nom de Mont-sur-Sioule avant de prendre le nom de Saint-Pourçain-sur-Sioule (la distinguant des autres communes de la région portant le nom de Saint-Pourçain).
L'ancienne commune de Souitte fut réunie à Saint-Pourçain-sur-Sioule en 1816. Souitte est devenue ensuite un faubourg de Saint-Pourçain, dans le sud-ouest de la commune, en direction de Louchy-Montfand et de Montord.

### Les Templiers et les Hospitaliers
L'ancien faubourg de Palluet et le lieu-dit Le Temple: aucun vestige de cette commanderie de l'ordre du Temple puis de l'ordre de Saint-Jean de Jérusalem sur l'autre rive de la Sioule à proximité de la voie ferrée et de la gare de fret.
Palluet est devenu ensuite un membre de la commanderie de La Croix-au-Bost.

## Politique et administration

### Découpage territorial
Sur le plan administratif, Saint-Pourçain-sur-Sioule dépendait du district de Gannat en 1793 puis de l'arrondissement de Gannat de 1801 à 1926, puis de celui de Moulins de 1926 à 2023.
Elle fut chef-lieu de canton (Mont-sur-Sioule en 1793, Saint-Pourçain depuis 1801 et Saint-Pourçain-sur-Sioule).
La commune devient bureau centralisateur du canton du même nom après le redécoupage des cantons de 2014.
La commune a abrité, jusqu'en 2016[précision nécessaire], le siège de la communauté de communes en Pays Saint-Pourcinois. Celle-ci a fusionné avec deux autres communautés de communes du sud du département le 1er janvier 2017 pour former la communauté de communes Saint-Pourçain Sioule Limagne.
Par arrêté préfectoral du 2 janvier 2024, la commune est retirée le 1er janvier 2024 de l'arrondissement de Moulins et rattachée à l'arrondissement de Vichy.

### Tendances politiques et résultats
Aux élections municipales de 2014, le maire sortant a été réélu avec 69,76 % des voix et acquiert 23 sièges au conseil municipal dont sept au conseil communautaire. Le taux de participation est de 63,82 %. Il bat par ailleurs le score de voix de neuf points par rapport à 2008, avec 60,66 % des voix où il était opposé à Jean Mallot, mais avec un taux de participation plus élevé (71,06 %). Cette baisse du taux de participation s'explique par « le mauvais score de la liste du rassemblement à gauche ».

### Liste des maires

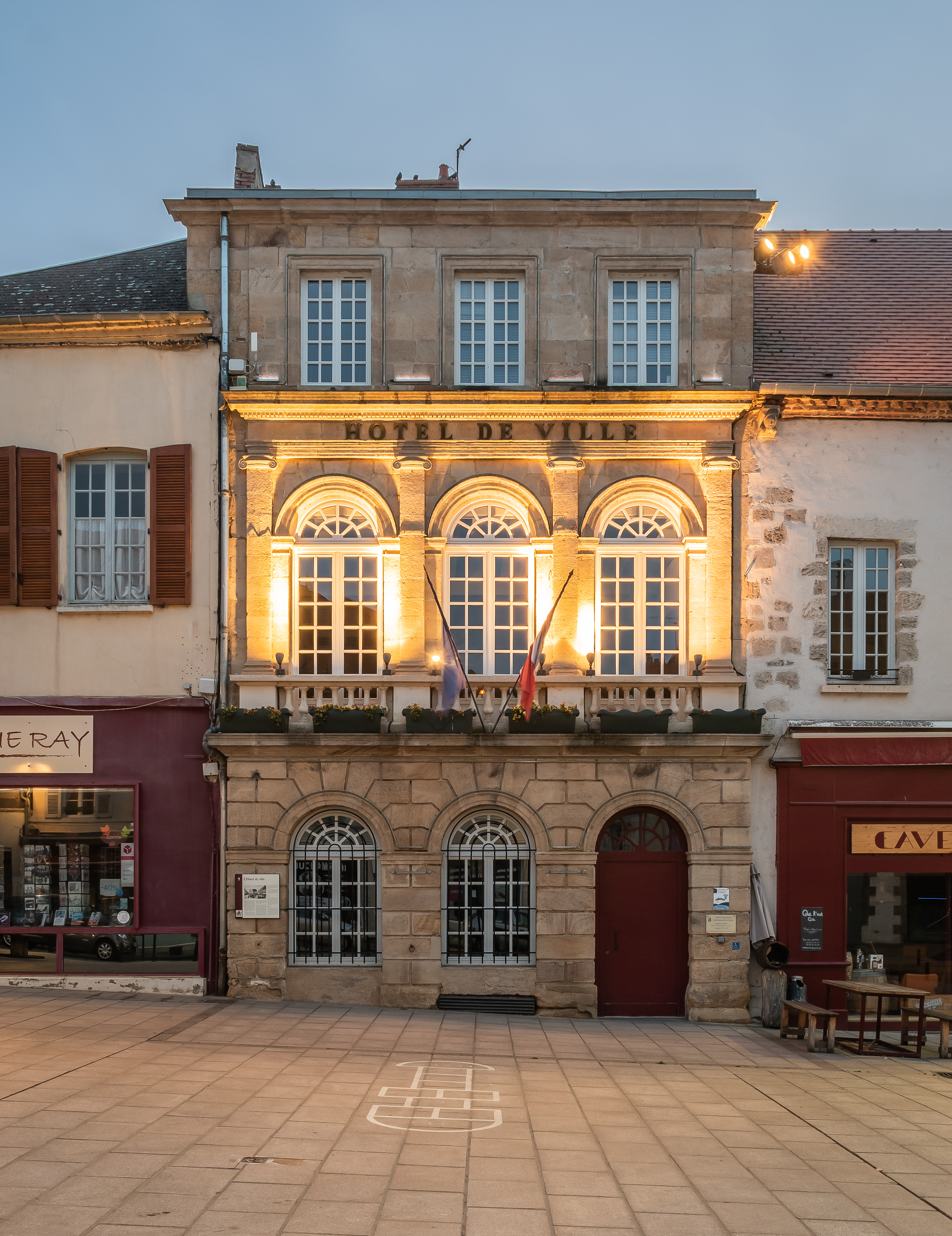
Mairie de Saint-Pourçain.

| Période                                  | Période                      | Identité                | Étiquette       | Qualité |
| ---------------------------------------- | ---------------------------- | ----------------------- | --------------- | --- |
| Les données manquantes sont à compléter. |                              |                         |                 | |
| 1801                                     | 1825                         | Jean Souchon d'Aubigneu |                 | Conseiller général de Saint-Pourçain-sur-Sioule |
| ?                                        | ?                            | Gilbert Saulnier        |                 | Notaire Conseiller général de Saint-Pourçain-sur-Sioule (1848-1852) |
| 1851                                     | 1865                         | Guillaume Génermont     |                 | ? |
| 1865                                     | 1871                         | Achille Farjas          |                 | Homme d'affaires dans le milieu agricole |
| 1871                                     | 1892                         | Émile Bonnaud           | Républicain     | Banquier Député de l'Allier (1877-1881) Conseiller général de Saint-Pourçain-sur-Sioule (1871-1894) |
| Les données manquantes sont à compléter. |                              |                         |                 | |
| mai 1900                                 | mai 1912                     | Ernest Verne            | Rad.            | Pharmacien Conseiller général de Saint-Pourçain-sur-Sioule (1901 → 1925) |
| mai 1912                                 | mai 1935                     | Amédée Lallot           | RG              | Médecin Conseiller d'arrondissement (1910 → 1925) |
| mai 1935                                 | mars 1941                    | Maurice Bathelet        |                 | Plâtrier peintre |
| mars 1941                                | septembre 1944               | Georges Huguet          |                 | Médecin Nommé conseiller départemental en 1942 Nommé par arrêté préfectoral en date du 27 mars 1941 |
| septembre 1944                           | octobre 1947                 | Maurice Bathelet        |                 | Plâtrier peintre Nommé par arrêté du Comité départemental de libération |
| octobre 1947                             | mars 1965                    | Louis Dumas             | CNIP            | Vétérinaire Conseiller général de Saint-Pourçain-sur-Sioule (1958 → 1970) |
| mars 1965                                | mars 1977                    | Joseph Vincent          |                 | Pharmacien |
| mars 1977                                | mars 1983                    | Ernest Maximin          | PCF             | Instituteur Conseiller général de Saint-Pourçain-sur-Sioule (1970 → 1982) |
| mars 1983                                | juin 1995                    | Jean Reynaud            | Droite          | Retraité du service du cadastre |
| juin 1995                                | 20 décembre 2018 (démission) | Bernard Coulon          | UDF puis NC-UDI | Masseur-kinésithérapeute retraité Député de l'Allier (3e circ.) (1993 → 1997) Conseiller général (1982 → 2015) puis départemental de Saint-Pourçain-sur-Sioule (2015 → ) 3e vice-président du conseil départemental de l'Allier (2015 → ) chargé du développement économique, de l'agriculture et du tourisme |
| 13 janvier 2019                          | En cours (au 8 juillet 2020) | Emmanuel Ferrand        | LR              | Agriculteur Adjoint au maire (1995 → 2018) Vice-président de la CC Saint-Pourçain Sioule Limagne Conseiller régional d'Auvergne-Rhône-Alpes (2015 → ) délégué aux fonds européens agricoles |

### Instances judiciaires
Sur le plan judiciaire, elle dépend de la cour d'appel de Riom, du tribunal de proximité de Vichy et des tribunaux judiciaire et de commerce de Cusset.

### Politique environnementale
La collecte des déchets ménagers est assurée par le SICTOM Sud Allier.

### Jumelages
Au 21 octobre 2016, il n'existe aucun projet de coopération avec Saint-Pourçain-sur-Sioule.

## Population et société

### Démographie

#### Évolution démographique
L'évolution du nombre d'habitants est connue à travers les recensements de la population effectués dans la commune depuis 1793. Pour les communes de moins de 10 000 habitants, une enquête de recensement portant sur toute la population est réalisée tous les cinq ans, les populations de référence des années intermédiaires étant quant à elles estimées par interpolation ou extrapolation. Pour la commune, le premier recensement exhaustif entrant dans le cadre du nouveau dispositif a été réalisé en 2006.

En 2022, la commune comptait 4 894 habitants, en évolution de −4,82 % par rapport à 2016 (Allier : −1,38 %, France hors Mayotte : +2,11 %).
| 1793  | 1800  | 1806  | 1821  | 1831  | 1836  | 1841  | 1846  | 1851  |
| ----- | ----- | ----- | ----- | ----- | ----- | ----- | ----- | ----- |
| 3 458 | 3 395 | 3 559 | 3 975 | 4 376 | 4 731 | 4 636 | 4 961 | 4 938 |

| 1856  | 1861  | 1866  | 1872  | 1876  | 1881  | 1886  | 1891  | 1896  |
| ----- | ----- | ----- | ----- | ----- | ----- | ----- | ----- | ----- |
| 4 873 | 5 006 | 5 001 | 4 997 | 4 998 | 5 025 | 5 106 | 4 998 | 5 001 |

| 1901  | 1906  | 1911  | 1921  | 1926  | 1931  | 1936  | 1946  | 1954  |
| ----- | ----- | ----- | ----- | ----- | ----- | ----- | ----- | ----- |
| 4 943 | 5 101 | 4 921 | 4 579 | 4 810 | 4 598 | 4 560 | 4 430 | 4 414 |

| 1962  | 1968  | 1975  | 1982  | 1990  | 1999  | 2006  | 2011  | 2016  |
| ----- | ----- | ----- | ----- | ----- | ----- | ----- | ----- | ----- |
| 4 799 | 5 088 | 5 345 | 5 199 | 5 159 | 5 266 | 5 046 | 4 944 | 5 142 |

| 2021  | 2022  | - | - | - | - | - | - | - |
| ----- | ----- | - | - | - | - | - | - | - |
| 4 997 | 4 894 | - | - | - | - | - | - | - |

#### Pyramide des âges
En 2021, le taux de personnes d'un âge inférieur à 30 ans s'élève à 29,4 %, soit au-dessus de la moyenne départementale (29,0 %). À l'inverse, le taux de personnes d'âge supérieur à 60 ans est de 37,3 % la même année, alors qu'il est de 35,6 % au niveau départemental.
En 2021, la commune comptait 2 344 hommes pour 2 653 femmes, soit un taux de 53,09 % de femmes, légèrement supérieur au taux départemental (52,03 %).
Les pyramides des âges de la commune et du département s'établissent comme suit :
| Hommes | Classe d’âge | Femmes |
| ------ | ------------ | ------ |
| 1,5    | 90 ou +      | 4,7    |
| 11,6   | 75-89 ans    | 14,6   |
| 19,9   | 60-74 ans    | 21,8   |
| 18,6   | 45-59 ans    | 18,2   |
| 16,0   | 30-44 ans    | 14,0   |
| 17,1   | 15-29 ans    | 13,4   |
| 15,2   | 0-14 ans     | 13,3   |

| Hommes | Classe d’âge | Femmes |
| ------ | ------------ | ------ |
| 1,2    | 90 ou +      | 3      |
| 10     | 75-89 ans    | 13,4   |
| 21,3   | 60-74 ans    | 22     |
| 20,6   | 45-59 ans    | 19,6   |
| 15,7   | 30-44 ans    | 15     |
| 15,6   | 15-29 ans    | 12,9   |
| 15,7   | 0-14 ans     | 14     |

### Enseignement
Saint-Pourçain-sur-Sioule dépend de l'académie de Clermont-Ferrand et gère deux écoles maternelles publiques (Camille-Claudel et Françoise-Dolto), une école élémentaire publique (Michelet Berthelot). Il existe une école élémentaire privée Notre-Dame-des-Victoires.
Elle possède aussi, sur son territoire, deux collèges (Blaise-de-Vigenère et Notre-Dame-des-Victoires) et le lycée Blaise-de-Vigenère.

### Manifestations culturelles et festivités
- Foire des vins : dernier week-end de février.
- Fête des vins / Festival viticole et gourmand : dernière semaine d'août.
- Ban des vendanges : troisième dimanche de septembre.
- La Ficelle : premier samedi de décembre.

### Sports
La ville a été la ville de départ vers Lyon de la 14e étape du Tour de France 2013, le 13 juillet 2013.
Elle a aussi accueilli, en 2014, la 76e édition de la semaine fédérale internationale de cyclotourisme.

## Économie
Depuis 1990, la société Louis Vuitton est implantée à Saint-Pourçain. Les Ateliers Louis Vuitton emploient 650 salariés dans trois unités de production.
La maison d'édition Bleu autour, dirigée par Patrice Rötig, est installée à Saint-Pourçain.
En octobre 2010, la communauté de communes du Pays Saint-Pourçinois a reçu le label de Pôle d'excellence territorial par la secrétaire d'État chargée des Aînés, lors du Concours national des Villes et Territoires, mais aussi le prix spécial de Gérontechnologies avec l'initiative de guichet unique en utilisant un mobile/GPS qui possède une ergonomie simplifiée.

### Emploi
En 2012, la population âgée de 15 à 64 ans s'élevait à 2 851 personnes, parmi lesquelles on comptait 69,6 % d'actifs dont 59,5 % ayant un emploi et 10,1 % de chômeurs.
On comptait 3 418 emplois dans la zone d'emploi. Le nombre d'actifs ayant un emploi résidant dans la zone étant de 1 717, l'indicateur de concentration d'emploi est de 199 %, ce qui signifie que la commune offre près de deux emplois par habitant actif.
1 496 des 1 716 personnes âgées de 15 ans ou plus (soit 87,1 %) sont des salariés. La majorité des actifs (53,4 %) travaillent dans la commune de résidence tandis que 41,5 % travaillent dans une autre commune du département.

### Entreprises
Au 25 octobre 2018 la commune (élargie au code postal 03500) compte 171 entreprises dont 9 réalisant un chiffre d'affaires supérieur à 10 millions d'euros avec quelques activités dominantes : génie civil, métallurgie, recyclage des métaux, matériaux de construction.

## Culture et patrimoine

### Lieux et monuments
- Le pont Charles-de-Gaulle : Il date de la fin du XVIIe siècle (plan dressé par Matthieu, ingénieur et architecte des bâtiments du Roi). Rénové plusieurs fois à la suite de crues et des dégâts de la Seconde Guerre mondiale, il présente encore son aspect original légèrement bombé, avec quatre piles à éperons. Très beau point de vue sur la vieille ville.
- La tour de l'horloge ou Beffroi de Saint-Pourçain-sur-Sioule : Érigée sur l'une des anciennes tours de l'enceinte monastique aux alentours de 1480, elle sert tout d'abord de tour de guet et constitue un des symboles des libertés communales. Elle est ensuite équipée d'une horloge avec sa cloche par les habitants qui étaient alors en conflit avec les moines du prieuré. À la fin du XVIIIe siècle, l'horloge fut transférée dans le clocher de l'église pour revenir dans la tour à partir de 1837 lors de la rénovation de sa partie supérieure qui s'acheva en 1842. C'est vers cette époque que le nom de Beffroi lui fut donné. À l'intérieur de cette tour, se déroule un escalier en colimaçon que l'on peut admirer depuis la maison du bailli qui abrite les collections du Musée de la Vigne ; ce dernier consacre l'une de ses salles à l'histoire de la ville.

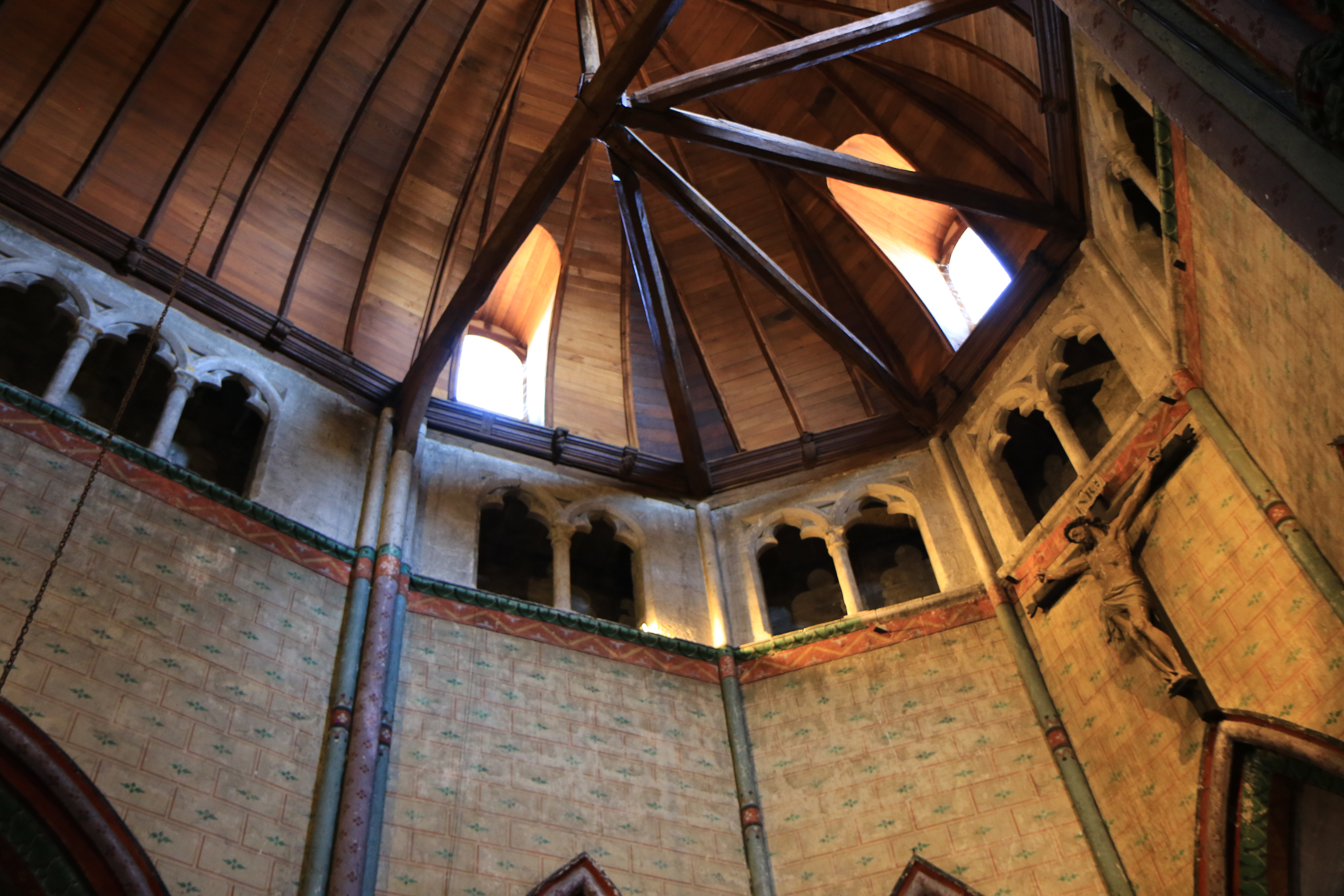
Charpente et Christ en croix de l'église Sainte-Croix

- L'église Sainte-Croix : L'ancienne prieurale Sainte-Croix, aujourd'hui paroissiale, est un vaste édifice qui nécessita plusieurs campagnes de construction. Elle présente un porche datant du début de l'époque romane au-dessus duquel s'élève le clocher. La nef gothique est couverte d'une charpente en carène de vaisseau. À l'intérieur, le visiteur admirera surtout le chœur dont le rond-point comporte des arcs aigus très élégants. Le porche nord a conservé les niches et les bases de ses anciennes statues-colonnes détruites à la Révolution. Les stalles de moines bénédictins du XVe siècle, la statue de l'Ecce homo en pierre polychrome de la fin du XVIe siècle et le maître autel du XVIIIe siècle constituent les plus beaux objets conservés à l'intérieur de cette église laquelle possède aussi un orgue Cavaillé-Coll du XIXe siècle qui est un excellent instrument mais qui est actuellement, malheureusement, démonté.
- Musée de la Vigne et du Terroir : Le musée, qui est installé dans la maison du Bailli (XVIe siècle), dans la cour des Bénédictins, propose plus d'une dizaine de salles à découvrir pour connaître le vignoble saint-pourcinois et son histoire : outillage du vigneron et des artisans en rapport avec la vigne, techniques viticoles, vie quotidienne.
- Musée de la Lithographie : occupant la cave des Bénédictins, ce musée explique le fonctionnement d'une presse lithographique. Expositions temporaires d'art contemporain[47].
- La colline de Briailles (sommet : 296 m), à l'est de la ville : château, golf, étang, chapelle (MH), panorama et table d'orientation.

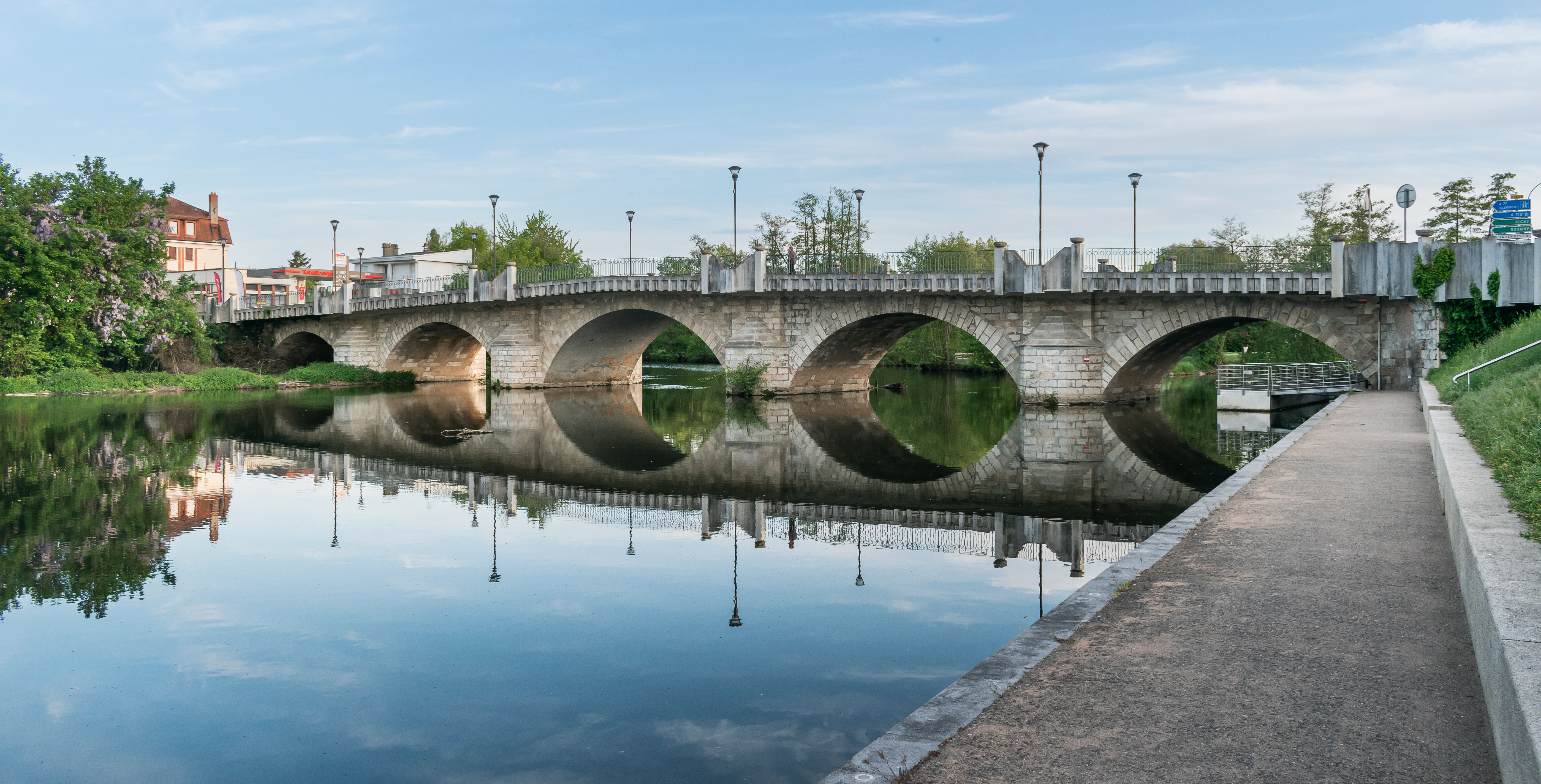
Le pont Charles-de-Gaulle vu de l'aval.
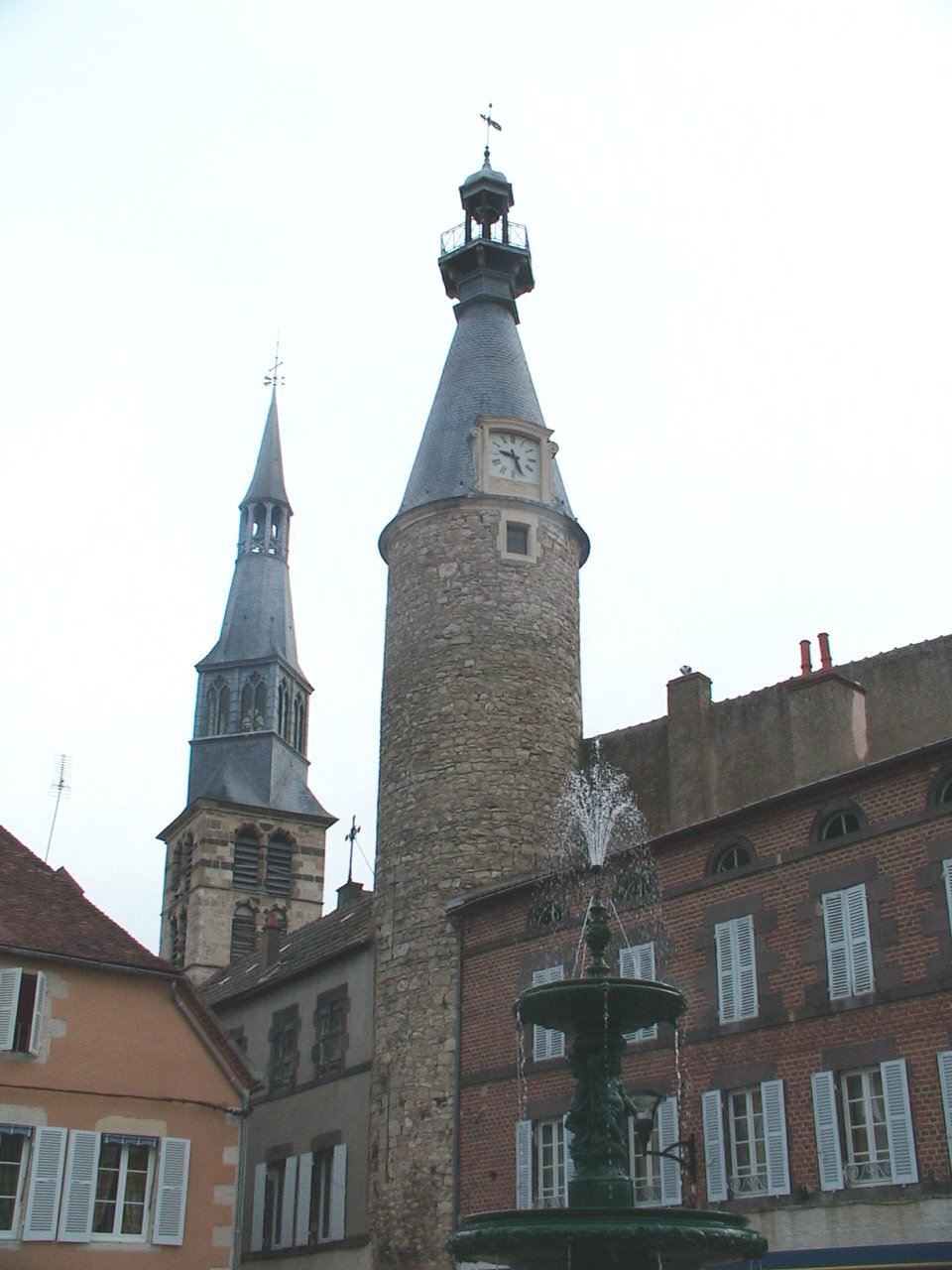
Clocher de l'église et Tour de l'horloge.
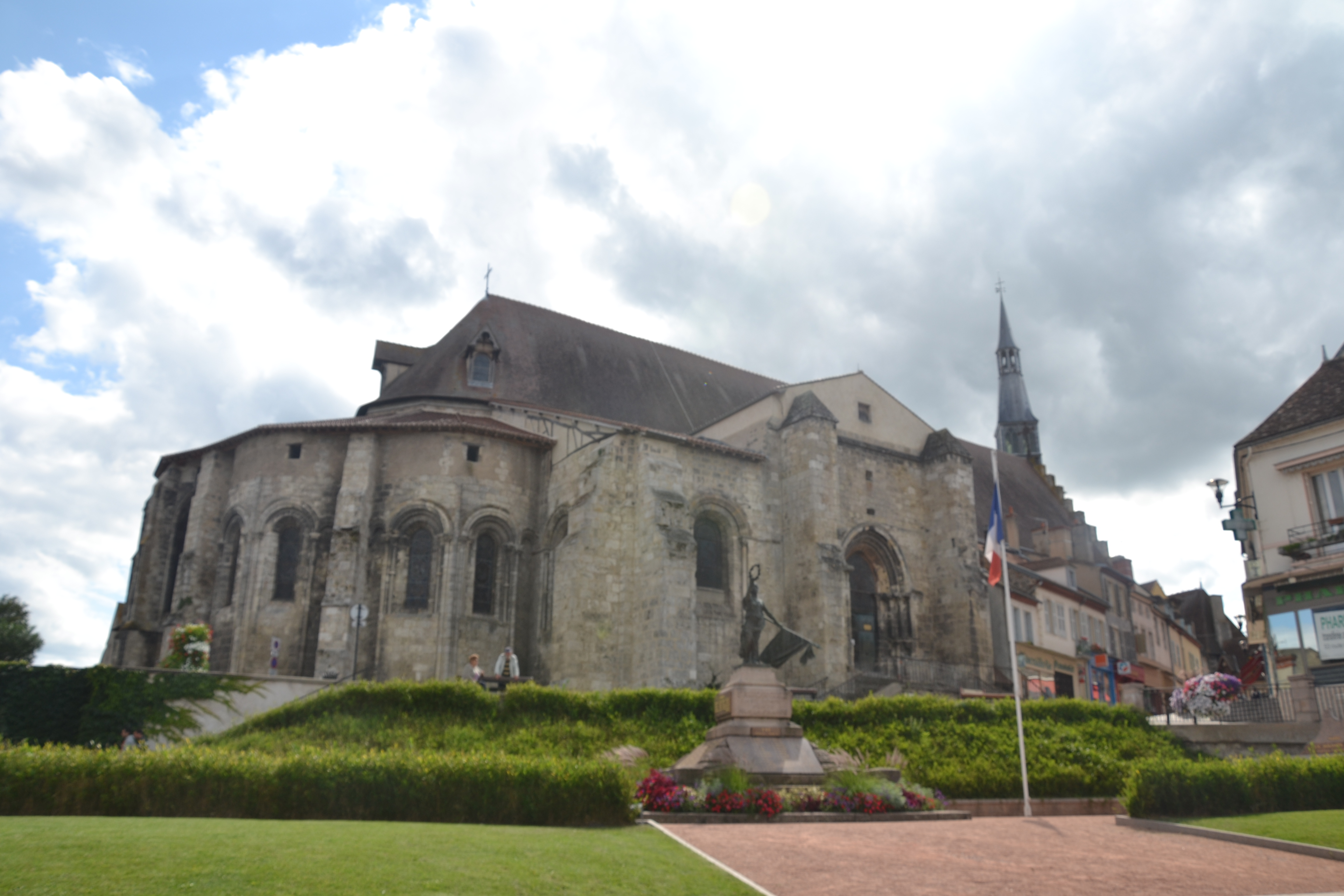
L'église Sainte-Croix.
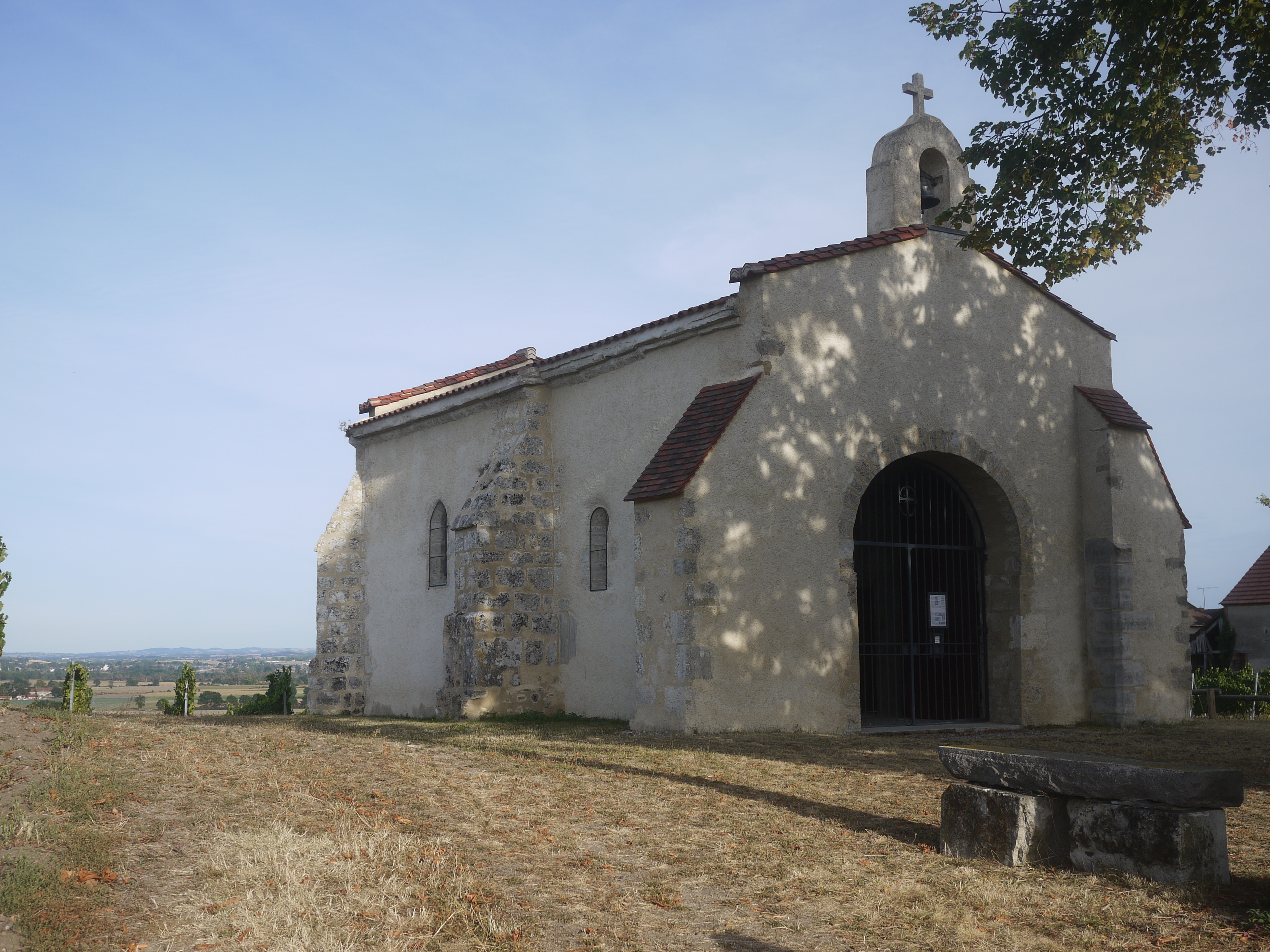
Chapelle de Briailles.

### Patrimoine culturel

#### Le vignoble saint-pourcinois
La présence de la vigne est très ancienne et, dès le Moyen Âge, les vins de Saint-Pourçain étaient très réputés puisqu'ils étaient servis à la table de Saint-Louis, roi de France, et du pape en son palais d'Avignon. Le vignoble atteint son apogée à la fin du XVIIIe siècle, puis déclina doucement jusqu'en 1892, année où les vignes sont ravagées par le phylloxéra. Des efforts de reconstruction ont permis au vignoble de retrouver une superficie de 600 hectares environ sur dix-neuf communes de la région.
Le saint-pourçain a obtenu le label AOC par la commission INAO en mai 2009 pour ses vins rouges, rosés et blancs.

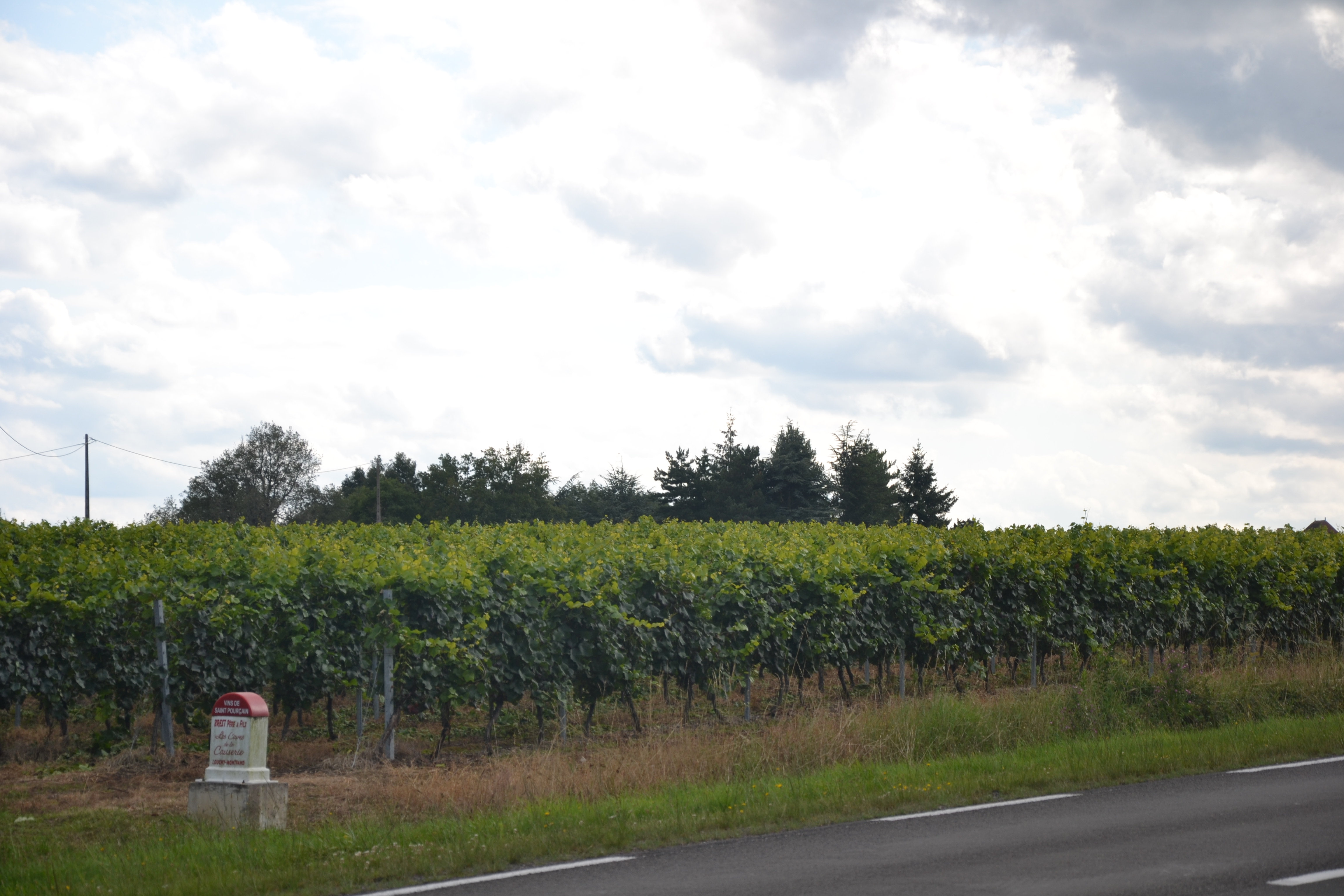
Vignes près de Saint-Pourçain.

### Personnalités liées à la commune
- Saint Pourçain ermite du VIe siècle, fondateur de l'abbaye qui donna son nom à la commune.
- Guillaume Durand de Saint-Pourçain (mort en 1332), théologien dominicain le plus novateur de son temps à Paris, précurseur du nominalisme, devenu ensuite évêque du Puy puis de Meaux.
- La famille Séguier qui a donné plusieurs magistrats au parlement de Paris et un chancelier de France, Pierre Séguier, serait originaire, selon certaines sources, de Saint-Pourçain, qu'elle aurait quitté à la fin du XVe siècle pour Paris[48] ; d'autres sources la font venir du Quercy. De toutes manières, les degrés antérieurs à Blaise Séguier (mort en 1510) sont incertains.
- Blaise de Vigenère (1523-1596), diplomate, cryptographe, traducteur, alchimiste et astrologue français, né à Saint-Pourçain. Le collège/lycée de la commune porte son nom.
- Pourçain Martel (1748-1836), député à la Convention et au Conseil des Anciens.
- Jean-Hyacinthe d'Ussel (1748-1849), homme politique et militaire
- Apolline Andriveau (1810-1895), fille de la Charité à l'origine du scapulaire rouge de la Passion.
- Émile Bonnaud (1831-1894), député de l'Allier, maire de Saint-Pourçain, décédé et inhumé à Saint-Pourçain.
- Pierre Fournier des Corats (1884-1953), sculpteur et graveur, décédé à Saint-Pourçain.
- Henri Laville (1915-1958), écrivain[49], instituteur pendant 10 ans à Saint-Pourçain, y écrivit son roman Cet âge est sans pitié.
- Frédéric Charmat (1946-1988), artiste-peintre, créateur des Éditions d’Art Elstir. Il fit don de sa presse lithographique. Depuis 1991, l'Association des Amis de Frédéric Charmat[50] organise des expositions et gère le Musée de la Lithographie[51].
- Rémi Laurent (1957-1989), acteur de cinéma (À nous les petites Anglaises) disparu à l'âge de 32 ans, est inhumé au cimetière de Saint-Pourçain.
- Depuis 2020, les comédiennes et autrices Diane Segard et Mathilde Guêtré-Rguieg placent l'action de leur série de sketchs sur les réseaux sociaux " L'Ehpad des Glaïeuls" à Saint-Pourçain sur Sioule.

### Héraldique
|  | Les armes de la commune se blasonnent ainsi : D’azur au tonneau couché d'or surmonté d’une fleur de lys du même. |